# Yasemin Allen
Yasemin Kay Allen (ur. 10 lipca 1989) – angielsko-turecka aktorka.

## Życiorys

### Wczesne lata
Urodziła się 10 lipca 1989 roku w Londynie jako córka Anglika – Dudleya Allena oraz angielskiej aktorki i piosenkarki Sonji Eady, która znana jest również jako Suna Yıldızoğlu po swoim pierwszym małżeństwie z tureckim aktorem Kayhanem Yıldızoğlu, dzięki któremu uzyskała obywatelstwo tureckie. Oznacza to że Yasemin ma obywatelstwo brytyjskie i tureckie. Ma brata o imieniu Kaan, a jej rodzina przeprowadziła się do Turcji, gdy miała trzy miesiące. Po ukończeniu szkoły podstawowej wyjechała wraz z matką do Australii i tam uczęszczała na kursy filmowe, telewizyjne i teatralne. Zdobyła stypendium na University of Queensland. W wieku osiemnastu lat wróciła do Turcji i ukończyła Konserwatorium Müjdat Gezen z tytułem magistra sztuki teatralnej.

### Kariera
Zadebiutowała w telewizji w 2008 roku, gdy zagrała w serialu Elif. Dwa lata później wystąpiła w serialu Kavak Yelleri oraz Yerden Yüksek. W kolejnych latach zagrała w takich produkcjach jak Hayat Devam Ediyor i Merhamet. W 2013 roku wystąpiła u boku tureckiego wokalisty Özcana Deniza w swoim debiucie filmowym Su ve Ateş. Zagrała również Sułtankę Defne w serialu Wspaniałe stulecie. W kolejnych latach pojawiła się w tureckich serialach Şeref Meselesi, Ulan İstanbul, 46 Yok Olan, Fi oraz İyi Günde Kötü Günde. Ponadto zagrała w filmie Dönerse Senindir i brytyjskim serialu Kontra: Operacja Świt. W niektórych produkcjach jak 46 Yok Olan zagrała wraz z matką.

## Filmografia
| Rok  | Tytuł            | Rola       |
| ---- | ---------------- | ---------- |
| 2013 | Su ve Ateş       | Yağmur Efe |
| 2016 | Dönerse Senindir | Selin      |

| Rok       | Tytuł                 | Role                     |
| --------- | --------------------- | ------------------------ |
| 2008      | Elif                  | Elif Doğan               |
| 2010      | Kavak Yelleri         | Elena Banderenko/Karakuş |
| 2010–11   | Yerden Yüksek         | Juliette/Jüjü            |
| 2011–12   | Hayat Devam Ediyor    | Pelin Akça               |
| 2013–14   | Merhamet              | Irmak Tunalı             |
| 2014      | Wspaniałe stulecie    | Defne Sultan             |
| 2014–2015 | Şeref Meselesi        | Sibel                    |
| 2014      | Ulan İstanbul         | Sibel                    |
| 2016      | 46 Yok Olan           | Selin Acar               |
| 2017–2018 | Fi                    | Ece Sayda                |
| 2019–2020 | Kontra: Operacja Świt | Katrina Zarkova          |
| 2020      | İyi Günde Kötü Günde  | Melisa Yalçınkaya        |